# Ез-Завія
Ез-Завія (ар.: الزاوية) — місто в Лівії.
Населення — 186 тисяч жителів (2005), 7-е за величиною місто країни.
Місто розташовується на північному заході Лівії, на середземноморському узбережжі, за 40 кілометрів на захід від Триполі. Є столицею однойменного району Ез-Завія.
Під час Громадянської війни в Лівії піддався сильним руйнуванням.

## Клімат
Місто знаходиться у зоні, котра характеризується кліматом помірних степів та напівпустель. Найтепліший місяць — серпень із середньою температурою 28.4 °C (83.1 °F). Найхолодніший місяць — січень, із середньою температурою 12.6 °С (54.7 °F).
| Клімат Ез-Завії         | Клімат Ез-Завії | Клімат Ез-Завії | Клімат Ез-Завії | Клімат Ез-Завії | Клімат Ез-Завії | Клімат Ез-Завії | Клімат Ез-Завії | Клімат Ез-Завії | Клімат Ез-Завії | Клімат Ез-Завії | Клімат Ез-Завії | Клімат Ез-Завії | Клімат Ез-Завії |
| Показник                | Січ.            | Лют.            | Бер.            | Квіт.           | Трав.           | Черв.           | Лип.            | Серп.           | Вер.            | Жовт.           | Лист.           | Груд.           | Рік             |
| Середній максимум, °C   | 17,1            | 18,5            | 20,7            | 23,6            | 26,9            | 30,3            | 31,4            | 32,3            | 30,9            | 27,3            | 22,8            | 18              | 25              |
| Середня температура, °C | 12,6            | 13,9            | 15,8            | 19,2            | 22,7            | 26,1            | 27,5            | 28,4            | 26,8            | 23,1            | 18,1            | 13,7            | 20,7            |
| Середній мінімум, °C    | 7,8             | 8,9             | 10,7            | 13,8            | 17,4            | 20,4            | 21,7            | 22,7            | 21,7            | 17,6            | 12,8            | 8,8             | 15,4            |
| Норма опадів, мм        | 47.1            | 27.1            | 26.8            | 15.6            | 3.5             | 0.7             | 0               | 0.1             | 14.6            | 44.9            | 41              | 49.3            | 270.7           |
| Днів з опадами          | 7,2             | 4,5             | 3,7             | 1,8             | 1,6             | 0,4             | 0,1             | 0,2             | 1,1             | 3,5             | 5,4             | 7,3             | 36,8            |
| Вологість повітря, %    | 68              | 65.7            | 65.7            | 65.1            | 65              | 65.3            | 64.1            | 66.1            | 67.9            | 66.8            | 65.3            | 68.2            | 66.1            |
| ----------------------- | --------------- | --------------- | --------------- | --------------- | --------------- | --------------- | --------------- | --------------- | --------------- | --------------- | --------------- | --------------- | --------------- |
| Джерело: Weatherbase    |                 |                 |                 |                 |                 |                 |                 |                 |                 |                 |                 |                 |                 |